# Леонский собор
Собор Санта-Мария-де-Леон (исп. Santa María de León) — католический кафедральный собор в городе Леоне (Кастилия и Леон).
Современный Леонский собор был сооружён в 1205—1301 годах в готическом стиле. Ранее на этом месте во II веке были расположены римские термы, а в начале X века король Галисии и Леона Ордоньо II построил дворец. Однако, после одной побед над маврами он построил собор в романском стиле, в котором был позже похоронен. Позже на этом месте был построен второй собор, также в романском стиле, который был освящён в 1073 году, и где в 1135 году Альфонсо VII был коронован Императором всей Испании.
Сегодня собор является одной из известных церквей севера Испании и ярким примером испанской готической архитектуры. Витражи XIII—XIV веков имеют площадь около 1800 м². Внутри собора расположено множество старых скульптур. Снаружи здания украшают многочисленные уцелевшие горгульи, грифоны и химеры. Фасад собора имеет две башни, одна из них, южная, часовая. Собор содержит некоторые элементы барокко и неоклассицизма, внесённые в XVI—XVIII веках.
Построенное более 700 лет назад здание проявляет признаки разрушения, так как песчаник относительно непрочный материал. Учёные из Университета Овьедо занимаются изучением состояния собора.